# Ivan Ichizli
Ivan Ichizli (ur. 2000) – mołdawski zapaśnik walczący w stylu wolnym. Zajął siódme miejsce na mistrzostwach świata w 2024.
Siódmy na mistrzostwach Europy w 2024. Trzeci na MŚ U-23 w 2022 roku.